# Сакови
Саковите (Pitheciidae), също уакари, са семейство, обединяващо южноамериканските широконоси маймуни сакита, уакарита и титита, известни още като скокливки. Тези примати са разпространени предимно в горите от басейна на Амазонка (Бразилия), но се срещат от Колумбия на север, до Боливия на юг.

## Обща характеристика
Маймуните от семейство Pitheciidae имат малки до средни размери, с дължина на тялото от 23 cm. при най-дребните титита, до 50 cm. при уакаритата. Козината им е със средна или голяма дължина на косъма с множество вариации в окраската, като на лицето обикновено имат ярко оцветяване и при някои видове се наблюдава ясно изразен полов диморфизъм. При сакитата и уакаритата има разстояние (диастема) между кучешките и предкътните зъби, което при тититата не се наблюдава, a техните кучешки зъби са и необичайно малки за маймуни на Новия свят.
Тези маймуни са активни през деня и живеят изключително по дърветата. Хранят се предимно с плодове и семена, но някои видове ядат и насекоми. Сакитата и тититата са моногамни и живеят на малки групи, които обикновено се състоят от семейна двойка и нейното потомство. Уакаритатата и брадатите сакита от друга страна са полигамни – живеят на групи от 8 до 30 животни, в които на върха на йерархията стои доминиращ мъжкар. Женските раждат само по едно малко, като продължителността на бременността при различните видове е от 4 до 6 месеца.

## Класификация
- подсемейство Pitheciinae
  - род Pithecia – сакита
    - Pithecia pithecia – Белолико саки
    - Pithecia monachus – Саки монах
    - Pithecia albicans – Бяло саки
    - Pithecia irrorata – Гололико саки
    - Pithecia aequatorialis – Екваториално саки

  - род Chiropotes – брадати сакита
    - Chiropotes satanas – Черно брадато саки, сатанинско саки
    - Chiropotes utahickae (Chiropotes satanas ssp.) – Ута-Хиково брадато саки
    - Chiropotes chiropotes – Червеногърбо брадато саки
    - Chiropotes israelita (Chiropotes chiropotes ssp.) – Кафявогърбо брадато саки
    - Chiropotes albinasus – Белоносо саки

  - род Cacajao – уакарита
    - Cacajao calvus – Червено уакари
    - Cacajao melanocephalus – Черноглаво уакари
    - Cacajao ayresii (Boubli, 2008) – Уакари на Аирес

- подсемейство Callicebinae
  - род Callicebus – титита, скокливки
    - Callicebus donacophilus – Белоухо тити, боливийско (сиво) тити
    - Callicebus pallescens (Callicebus donacophilus ssp.)
    - Callicebus modestus – Рио-Бенийско тити
    - Callicebus olallae – Тити на братята Олала
    - Callicebus oenanthe – Андско тити
    - Callicebus moloch – Сиво тити, червенокоремно тити, тити молох
    - Callicebus hoffmannsi – Тити на Хофман
    - Callicebus baptista (Callicebus hoffmannsi ssp.) – Баптистанско тити
    - Callicebus bernhardi (van Roosmalen et al., 2002) – Тити на принц Бернард
    - Callicebus brunneus – Кафяво тити
    - Callicebus cinerascens – Пепеляво тити
    - Callicebus personatus – Масково тити, северно масково тити
    - Callicebus coimbrai (Kobayashi and Langguth, 1999) – Тити на Коимбра-Фильо
    - Callicebus barbarabrownae (Callicebus personatus ssp.) – Тити на Барбара Браун, севернобахиянско масково тити
    - Callicebus melanochir (Callicebus personatus ssp.) – Черноръко тити, южнобахиянско масково тити
    - Callicebus miltoni – Тити на Милтън
    - Callicebus nigrifrons (Callicebus personatus ssp.) – Черночело тити, южно масково тити
    - Callicebus cupreus – Червено тити, бакърено тити
    - Callicebus discolor (Callicebus cupreus ssp.) – Белоопашато тити
    - Callicebus ornatus (Callicebus cupreus ssp.) – Белочело тити
    - Callicebus caligatus – Кестенявокоремно тити
    - Callicebus dubius – Тити на Хершковиц
    - Callicebus stephennashi (van Roosmalen et al., 2002) – Тити на Стивън Наш
    - Callicebus aureipalatii (Wallace, 2005) – Тити на GoldenPalace.com
    - Callicebus (Torquatus) torquatus – Огърличено тити, тити вдовица
    - Callicebus lucifer (Callicebus torquatus ssp.) – Тити луцифер
    - Callicebus lugens (Callicebus torquatus ssp.) – Черно тити
    - Callicebus medemi (Callicebus torquatus ssp.) – Огърличено тити на Медем
    - Callicebus purinus (Callicebus torquatus ssp.) – Рио-Пуруско огърличено тити
    - Callicebus regulus (Callicebus torquatus ssp.) – Червеноглаво огърличено тити
    - Callicebus vieirai